# Paistu (gemeente)
Paistu (Estisch: Paistu vald) is een voormalige gemeente in de Estlandse provincie Viljandimaa.
Tot 2013 vormde Paistu een afzonderlijke landgemeente met een oppervlakte van 128,6 km². In 2011 telde deze 1399 inwoners en bestond ze uit zestien dorpen, waarvan de hoofdplaats Paistu en Holstre de grootste waren. In 2013 ging Paistu op in de gemeente Viljandi vald.
Het natuurpark Loodi looduspark lag grotendeels op het terrein van de gemeente.

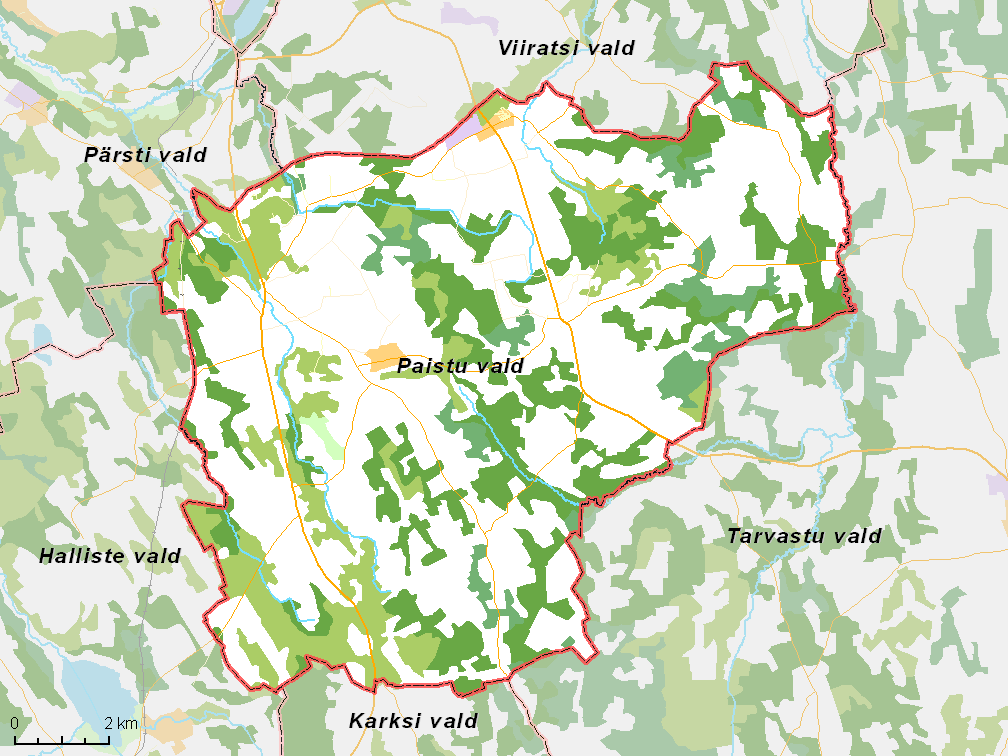
De gemeente met omliggende gemeenten, situatie begin 2013